# Velký Rapotín
Velký Rapotín (německy Groß Gopritzreith) je malá vesnice, část města Tachov ve stejnojmenném okrese v Plzeňském kraji. Nachází se asi 3,5 kilometru jihovýchodně od Tachova. Velký Rapotín je také název katastrálního území o rozloze 3,7 km².

## Historie
První písemná zmínka o vesnici pochází z roku 1379.

## Obyvatelstvo
| Rok            | 1869 | 1880 | 1890 | 1900 | 1910 | 1921 | 1930 | 1950 | 1961 | 1970 | 1980 | 1991 | 2001 | 2011 | 2021 |
| -------------- | ---- | ---- | ---- | ---- | ---- | ---- | ---- | ---- | ---- | ---- | ---- | ---- | ---- | ---- | ---- |
| Počet obyvatel | 441  | 275  | 262  | 234  | 263  | 265  | 235  | 127  | 100  | 105  | 84   | 65   | 59   | 58   | 73   |
| Počet domů     | 39   | 40   | 40   | 46   | 43   | 42   | 43   | 32   | 23   | 22   | 23   | 22   | 18   | 25   | 31   |

## Obecní správa
Při sčítání lidu v letech 1850–1960 Velký Rapotín byl samostatnou obcí v okrese Tachov. V letech 1961–1980 byl částí obce Částkov v okrese Tachov. Od 1. července 1980 je částí města Tachov ve stejnojmenném okrese. Poté se Částkov opět osamostatnil, ale Velký Rapotín již zůstal součástí Tachova.